# 3 (album d'Indochine)
Pour les articles homonymes, voir 3 (homonymie).
Albums par Indochine
Le Péril jaune
(1983) 7000 danses
(1987)
Singles
1. Canary Bay / Le Train Sauvage
Sortie : avril 1985
2. 3e sexe / 3 Nuits Par Semaine
Sortie : 18 octobre 1985
3. Tes yeux noirs / Monte Cristo / Hors-La-Loi
Sortie : mai 1986

3 est le troisième album studio d'Indochine, sorti en 1985. Présenté par les médias de l'époque comme l'album de la maturité, il marque la première évolution musicale du groupe à travers des textes qui abordent de nouveaux thèmes, charnels et ambigus, des compositions débarrassées des gimmicks extrême-orientaux et l'apport des percussions du musicien Arnaud Devos qui accompagne également le groupe sur scène.
En termes de succès populaire, 3 est aussi l'album de la consécration, toute une génération reprenant en chœur les titres-phares qui le composent : 3e sexe est un hymne à la tolérance vestimentaire ou sexuelle, au droit à la différence, et devient le deuxième énorme tube du groupe. Canary Bay aborde le thème de l'homosexualité féminine. Trois nuits par semaine est directement inspiré du roman à forte connotation érotique et sensuelle L'Amant de Marguerite Duras. Tes yeux noirs est une chanson sur la séparation amoureuse et le désir de l'autre.
En plus de ces quatre singles, cet album comporte trois chansons demandées régulièrement par le public lors des concerts : Salombo, Monte Cristo ainsi que À l'assaut. Elles sont généralement chantées lors de medleys acoustiques.
C'est aussi sur cet album que figure la première chanson composée par Stéphane Sirkis, Le train sauvage.
Le nom de l'album a été choisi pour la signification religieuse du chiffre 3. Plusieurs morceaux y font référence dans leur titre (3e sexe, Trois nuits par semaine) ou dans leurs paroles (Hors-la-loi). Le nombre de morceaux qui le compose (9) est également un multiple de 3.
Après une première apparition dans les charts en 1985, l'album atteint la deuxième place du Top 20 en mai 1986 et sera certifié disque de platine par le SNEP en octobre de la même année. Il a également atteint la 9e place des ventes en Suède. Finalement, plus de 750 000 exemplaires ont été vendus.

## Liste des titres
| Disque | Disque                          | Disque        | Disque            | Disque | Disque | Disque | Disque | Disque | Disque |
| No     | Titre                           | Paroles       | Musique           | Durée  |        |        |        |        |        |
| ------ | ------------------------------- | ------------- | ----------------- | ------ | ------ | ------ | ------ | ------ | ------ |
| 1.     | 3e sexe                         | Nicola Sirkis | Dominique Nicolas | 5:00   |        |        |        |        |        |
| 2.     | Canary Bay                      | Nicola Sirkis | Dominique Nicolas | 5:23   |        |        |        |        |        |
| 3.     | Monte Cristo                    | Nicola Sirkis | Dominique Nicolas | 4:33   |        |        |        |        |        |
| 4.     | Salômbo                         | Nicola Sirkis | Dominique Nicolas | 5:09   |        |        |        |        |        |
| 5.     | Hors-la-loi                     | Nicola Sirkis | Dominique Nicolas | 3:09   |        |        |        |        |        |
| 6.     | À l'assaut (des ombres sur l'o) | Nicola Sirkis | Dominique Nicolas | 3:48   |        |        |        |        |        |
| 7.     | Trois nuits par semaine         | Nicola Sirkis | Dominique Nicolas | 5:13   |        |        |        |        |        |
| 8.     | Le Train sauvage                | Nicola Sirkis | Stéphane Sirkis   | 3:18   |        |        |        |        |        |
| 9.     | Tes yeux noirs                  | Nicola Sirkis | Dominique Nicolas | 4:50   |        |        |        |        |        |
| 40:23  |                                 |               |                   |        |        |        |        |        |        |

## Crédits
- Enregistré aux studios Ferber à Paris et Red bus à Londres en janvier et février 1985
- Ingénieurs du son : Franck Redlich, Graham Bonnet, Logan Waters
- Mixage : Joe Glasman
- Percussions : Arnaud Devos
- Production réalisation : Philippe Eidel et Indochine
- Producteur exécutif : Didier Guinochet
- Conception pochette : Marion Bataille et Paolo Calia